# Farmer Wants a Wife
Farmer Wants a Wife is een Britse realityserie die is ontwikkeld door FremantleMedia. De eerste editie ging in 2001 op ITV in première. Het format komt waarschijnlijk van het Zwitserse televisieprogramma Bauer sucht Bäuerin, dat in 1983 werd uitgezonden op SF DRS. De basis van het programma is dat aan een aantal boeren vrouwen uit de stad worden voorgesteld, van wie ze er een kiezen om hun echtgenote te worden.
De show heeft enkele tientallen versies over de hele wereld, met hoge kijkcijfers in onder andere België, Nederland en Noorwegen.

## Internationale bewerkingen
| Land              | Titel                                        | Netwerk/omroep   | Taal         | Presentatie                                            | Eerste aflevering | Website |
| ----------------- | -------------------------------------------- | ---------------- | ------------ | ------------------------------------------------------ | ----------------- | ------- |
| Australië         | The Farmer Wants a Wife                      | Nine Network     | Engels       | Natalie Gruzlewski                                     | 24 oktober 2007   | Link    |
| België Vlaanderen | Boer zkt Vrouw                               | VTM              | Nederlands   | Dina Tersago                                           | maart 2004        | Link    |
| België Wallonië   | L'amour est dans le pré                      | RTL TVI          | Frans        | Sandrine Dans                                          | 2008              | Link    |
| Bulgarije         | Фермер търси жена Fermer tyrsi jena          | Nova Television  | Bulgaars     | Aleks Surchajieva                                      | 2011              |         |
| Canada            | L'amour est dans le pré                      | V                | Frans        | Marie-Ève Janvier                                      | 29 januari 2011   | Link    |
| Denemarken        | Landmand søger kærlighed                     | TV 2             | Deens        | Lene Beier                                             | 2006              |         |
| Duitsland         | Bauer sucht Frau                             | RTL Television   | Duits        | Inka Bause                                             | 2 oktober 2005    | Link    |
| Duitsland         | Land & Liebe                                 | NDR Fernsehen    | Duits        | Yared Dibaba                                           | 2005              |         |
| Estland           | Maamees otsib naist                          | Kanal 2          | Estisch      | Krista Lensin                                          | mei 2007          |         |
| Finland           | Maajussille morsian                          | MTV3             | Fins         | Miia Nuutila Mia Halonen                               | 26 maart 2006     | Link    |
| Frankrijk         | L'amour est dans le pré                      | M6               | Frans        | Véronique Mounier Alessandra Sublet Karine Le Marchand | 8 september 2005  | Link    |
| Griekenland       | Αγρότης μόνος ψάχνει Agrótis mónos psáchnei  | Alpha TV         |              | Sissy Christidou                                       | 2009              |         |
| Hongarije         | Házasodna a gazda                            | RTL Klub         | Hongaars     | Lilu                                                   | 29 juni 2012      | Link    |
| Italië            | Il contadino cerca moglie                    | Fox Life TV8     |              | Simona Ventura Ilenia Lazzarin                         | 2015              |         |
| Kroatië           | Ljubav je na selu                            | RTL Televizija   |              | Lorena Nosic Marijana Batinic                          | 2009              | Link    |
| Litouwen          | Ūkininkas ieško žmonos                       | TV3              |              | Nijolė Pareigytė                                       | 26 april 2011     |         |
| Nederland         | Boer zoekt Vrouw                             | NPO 1 (KRO-NCRV) | Nederlands   | Yvon Jaspers                                           | 21 november 2004  | Link    |
| Noorwegen         | Jakten på kjærligheten                       | TV 2             | Noors        | Gunhild Dahlberg                                       | 24 augustus 2004  | Link    |
| Oekraïne          | Фермер шукає дружину Fermer shukaye druzhynu | STB              |              | Irina Borisyuk                                         | 30 september 2011 | Link    |
| Oostenrijk        | Bauer sucht Frau                             | ATV              | Duits        | Katrin Lampe Arabella Kiesbauer                        | 2005              | Link    |
| Polen             | Rolnik szuka zony                            | TVP1             | Pools        | Marta Manowska                                         | 21 mei 2014       | Link    |
| Portugal          | Quem Quer Namorar com o Agricultor           | SIC              | Portugees    | Andreia Rodrigues                                      |                   |         |
| Roemenië          | Fermier. Caut nevasta                        | Prima TV         |              | Luana Ibacka                                           | 12 maart 2009     |         |
| Servië            | Domacine, oženi se                           | Prva             |              | Tijana Curovic                                         | 15 oktober 2010   | Link    |
| Slovenië          | Ljubezen na seniku                           | TV3              |              | Saša Lendero                                           | voorjaar 2011     |         |
| Slovenië          | Ljubezen na deželi                           | Planet TV        |              | Saša Lendero                                           | najaar 2013       |         |
| Slovenië          | Ljubezen po domace                           | POP TV           |              | Tanja Postružnik                                       | najaar 2016       |         |
| Slowakije         | Farmár hladá ženu                            | TV JOJ           |              | Aneta Parišková                                        | 2010              | Link    |
| Spanje            | Granjero busca esposa                        | Cuatro           | Spaans       | Luján Argüelles (2009-2011) Carlos Lozano (2016-2018)  | 12 januari 2009   | Link    |
| Tsjechië          | Farmár hledá ženu                            | Prima televize   |              | Ladka Nergešová                                        | 14 juli 2010      | Link    |
| Tsjechië          | Farmár hledá ženu                            | TV Barrandov     |              | Alice Bendová                                          | 3 maart 2017      | Link    |
| Verenigde Staten  | Farmer Wants a Wife                          | The CW           | Engels       | Matt Neustadt                                          | 30 april 2008     | Link    |
| Zuid-Afrika       | Boer soek 'n Vrou                            | kykNET           | Afrikaans    | Elma Postma Minki van der Westhuizen                   | 30 september 2008 |         |
| Zweden            | Bonde söker fru                              | TV4              | Zweeds       | Linda Lindorff                                         | 2006              | Link    |
| Zwitserland       | Bauer, ledig, sucht...                       | 3+               | Zwitserduits | Marco Fritsche                                         | 2008              | Link    |